# Charles H. Turner (Politiker)

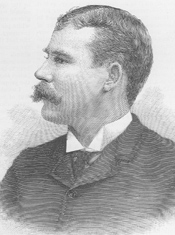
Charles H. Turner

Charles Henry Turner (* 26. Mai 1861 in Wentworth, New Hampshire; † 31. August 1913 ebenda) war ein US-amerikanischer Jurist und Politiker. Zwischen 1889 und 1891 vertrat er den Bundesstaat New York im US-Repräsentantenhaus.

## Werdegang
Charles Henry Turner wurde ungefähr sechs Wochen nach dem Ausbruch des Bürgerkrieges in Wentworth geboren und wuchs dort auf. In dieser Zeit besuchte er Gemeinschaftsschulen. Er zog im November 1879 nach New York City. Von 1886 bis 1888 besuchte er das Columbia College (heute Columbia University) in New York City. Danach war er im Eisgeschäft tätig. 1888 kandidierte er erfolglos für den Senat von New York. Politisch gehörte er der Demokratischen Partei an.
Er wurde am 9. Dezember 1889 in einer Nachwahl in das US-Repräsentantenhaus in Washington, D.C. gewählt, um die Vakanz zu füllen, die durch den Rücktritt von Frank T. Fitzgerald entstand. Da er auf eine erneute Kandidatur im Jahr 1890 verzichtete, schied er nach dem 3. März 1891 aus dem Kongress aus.
Zwischen 1891 und 1893 war er als Doorkeeper of the United States House of Representatives tätig. Er studierte Jura. Seine Zulassung als Anwalt erhielt er 1897 und begann dann in Washington D.C. zu praktizieren. Am 16. Juli 1903 wurde er zum stellvertretenden Bezirksstaatsanwalt für den District of Columbia ernannt – eine Stellung, die er bis zu seinem Rücktritt am 1. September 1911 innehatte. Turner wurde dann am 27. November 1911 zum Special Assistant des United States Attorney für den District of Columbia ernannt. Er bekleidete den Posten bis zu seinem Tod am 31. August 1913 in Wentworth. Sein Leichnam wurde auf dem Wentworth Cemetery beigesetzt.